# Reformy papeže Františka v oblasti procesů o neplatnosti manželství
Reformy papeže Františka v oblasti procesů o neplatnosti manželství jsou reformy katolického kanonického práva upravující tyto procesy, zveřejněné 8. září 2015. Reformy byly provedeny dvěma samostatnými apoštolskými listy papeže Františka, a to motu proprio Mitis iudex dominus Iesus, kterým se mění Kodex kanonického práva z roku 1983, a motu proprio Mitis et misericors Iesus, kterým se mění Kodex kánonů východních církví. Jednalo se o reakci na výzvy biskupů, kteří během synody o rodině ve dnech 5.– 9. října 2014 požadovali zjednodušení postupu, kterým je právně neplatné manželství prohlášeno za neplatné.
Na tiskové konferenci, na níž byly reformy oznámeny, kardinál Francesco Coccopalmerio, předseda Papežské rady pro legislativní texty, zdůraznil, že církev nevyhlašuje „neplatnost“ právně platného manželství, ale spíše prohlašuje „neplatnost“ právně neplatného manželství.

## Rozsah reforem
Existují tři hlavní reformy:
1. Byl zrušen „druhý přezkum“ prováděný duchovenstvem před prohlášením neplatnosti.[5]
2. Biskupové mají nyní pravomoc prohlašovat neplatnost sami, a to efektivnějším způsobem.[5]
3. Tento proces by měl být bezplatný, pokud lze pracovníkům tribunálu stále vyplácet adekvátní mzdu.[6]

Reformy nabyly právní účinnosti 8. prosince 2015.
Zrychlený proces může trvat pouhých 120 dní.

## Historie reforem
Reformy navrhla skupina odborníků na manželskou judikaturu a podle odborníků z Vatikánu se jedná o nejrozsáhlejší revizi manželské judikatury v oblasti manželské neplatnosti za poslední staletí. Reformy jsou odklonem od reforem manželské neplatnosti z 18. století, které provedl kanonista papež Benedikt XIV.

## Přijetí
Austen Ivereigh označil reformy za „revoluční“ a tvrdí, že se jedná o nejrozsáhlejší reformy za posledních 300 let.
Kurt Martens, profesor kanonického práva, se obává, že zkrácení řízení nezaručí spravedlivý proces. Přirovnal reformy k tomu, že katolická církev poskytuje možnost rozvodu bez zavinění. V článku, který zveřejnil konzervativní náboženský časopis First Things, Martens uvedl, že mnoho italských právníků se obává, že by mohlo dojít k nárůstu konfliktů mezi kanonickým, italským a unijním soudním systémem, protože reformy ruší řadu „základních norem spravedlivého procesu“, které nejsou respektovány ani uznávány. Podle jeho názoru se tím kanonický soudní systém stává „neslučitelným“ s moderním soudním řízením.
Papež František se po synodě o rodině v roce 2014 zamyslel nad tím, že: „V letech 1970-1983 experimentovali biskupové Spojených států s možností jednoho a nikoli dvou slyšení a 90 % případů bylo rozhodnuto bez druhého tribunálu.“ V roce 1983 se v USA uskutečnil experiment s možností jednoho a nikoli dvou slyšení a 90 % případů bylo rozhodnuto bez druhého tribunálu. Kodex kanonického práva z roku 1983 však tuto možnost, nyní obnovenou revizí papeže Františka, zrušil. Jiní viděli, že „postavit chudé do středu pozornosti je to, čím se reforma papeže Františka vyznačuje.“ Slovy motu proprio: „Je třeba dbát na to, aby se všichni, ať už strany nebo svědci, mohli účastnit procesu s minimálními náklady.“